# 구민호
구민호(1977년 3월 11일 ~)는 삼성 라이온즈의 전 야구 선수다.

## 출신 학교
- 부경고등학교
- 건국대학교

## 등번호
- 64 (2000 ~ 2002)

## 같이 보기
- 2001년 삼성 라이온즈 시즌